# Elaphoglossum brachyneuron
Elaphoglossum brachyneuron är en träjonväxtart som först beskrevs av Fée, och fick sitt nu gällande namn av John Smith. Elaphoglossum brachyneuron ingår i släktet Elaphoglossum och familjen Dryopteridaceae. Inga underarter finns listade.